# 郝惟訥
郝惟訥（1623年—1683年），字敏公，又字端甫，明末清初政治人物，順天府霸州（今河北省霸州市）人。

## 生平
郝惟訥之父郝傑為明崇禎年間進士，後仕清，官至戶部侍郎。惟訥於清順治三年（1646年）中舉人，次年聯捷進士。授官刑部陝西司主事。歷任福建督粮僉事、通政司右参议、太仆寺少卿、大理寺卿、户部右侍郎、户部左侍郎等職。康熙四年（1665年）升都察院左都御史。康熙五年至十一年（1666至1672年），歷任工、刑、禮、戶、吏五部尚書。康熙十九年（1680年）因丁憂免職。康熙二十二年（1683年）守喪結束，重返京師，未幾授官而卒。諡恭定。

## 著作
有《郝恭定集》、《永言录》等传世。

## 延伸阅读
[在维基数据编辑]
 《清史稿·卷264》，出自趙爾巽《清史稿》

| 官衔        | 官衔                                                                               | 官衔          |
| ----------- | ---------------------------------------------------------------------------------- | ------------- |
| 前任： 黃機 | 禮部漢尚書 康熙七年八月戊子－康熙八年四月己丑 （1668年9月27日－1669年5月26日）     | 繼任： 龚鼎孳 |
| 前任： 黃機 | 戶部漢尚書 康熙八年四月己丑－康熙十一年二月丁亥 （1669年5月26日－1672年3月9日）    | 繼任： 梁清標 |
| 前任： 黃機 | 吏部漢尚書 康熙十一年二月丁亥－康熙十九年十一月癸酉 （1672年3月9日－1681年1月7日） | 繼任： 黃機   |